# 圣莱热迪布瓦
圣莱热迪布瓦（法語：Saint-Léger-du-Bois，法語發音：[sɛ̃ leʒe dy bwa]）是法国索恩-卢瓦尔省的一个市镇，属于欧坦区。

## 地理
圣莱热迪布瓦（47°0'59"N, 4°26'50"E）面积21.26 平方千米，位于法国勃艮第-弗朗什-孔泰大區索恩-卢瓦尔省，该省份为法国中部省份，北起顺时针与科多尔省、汝拉省、安省、罗讷省、卢瓦尔省、阿列省和涅夫勒省接壤。
与圣莱热迪布瓦接壤的市镇（或旧市镇、城区）包括：维耶维、屈尔日、伊戈尔奈、叙利。

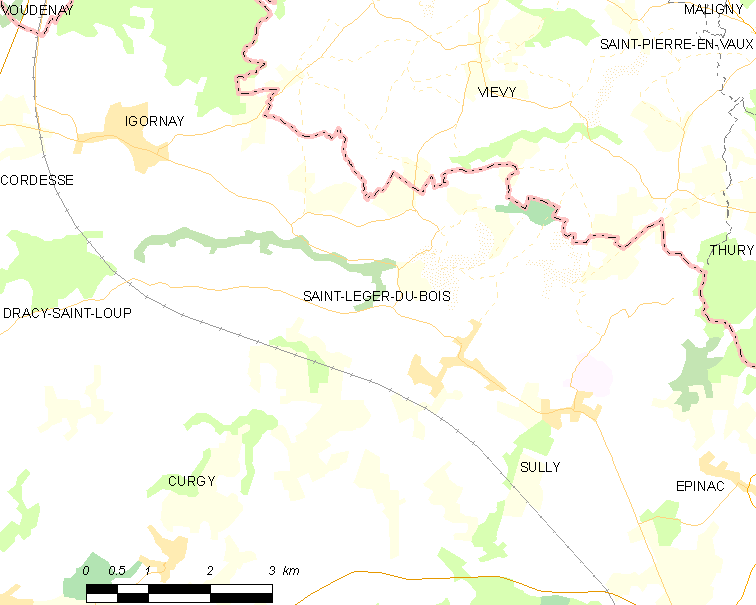
圣莱热迪布瓦的OSM定位图

圣莱热迪布瓦的时区为UTC+01:00、UTC+02:00（夏令时）。

## 行政
圣莱热迪布瓦的邮政编码为71360，INSEE市镇编码为71438。

## 政治
圣莱热迪布瓦所属的省级选区为欧坦第一县。

## 人口

1962-2008年间圣莱热迪布瓦人口变化图示

圣莱热迪布瓦于2022年1月1日时的人口数量为511人。